# U2-3 Tour
U2-3 Tour fue una gira realizada por la banda de Rock irlandesa U2 tras el lanzamiento de su EP Three. La gira constó de 10 conciertos.

## Fechas del Tour
| Fecha                   | País       | Ciudad    | Lugar                                  |
| 23 de diciembre de 1979 | Irlanda    | Dublín    | Dandelion Market                       |
| 1 de febrero de 1980    | Irlanda    | Belfast   | Queen´s University                     |
| 4 de febrero de 1980    | Irlanda    | Cork      | Country Club                           |
| 18 de febrero de 1980   | Irlanda    | Sligo     | The Blue Lagoon                        |
| 26 de febrero de 1980   | Irlanda    | Dublín    | National Stadium                       |
| 2 de marzo de 1980      | Irlanda    | Tullamore | Garden of Eden Club                    |
| 19 de marzo de 1980     | Inglaterra | Londres   | Acklam Hall, Sense of Ireland Festival |
| 10 de mayo de 1980      | Irlanda    | Ballina   | Town Hall Theatre                      |
| 11 de mayo de 1980      | Irlanda    | Tullamore | Garden of Eden Club                    |
| 12 de mayo de 1980      | Irlanda    | Sligo     | The Blue Lagoon                        |